# キックボード

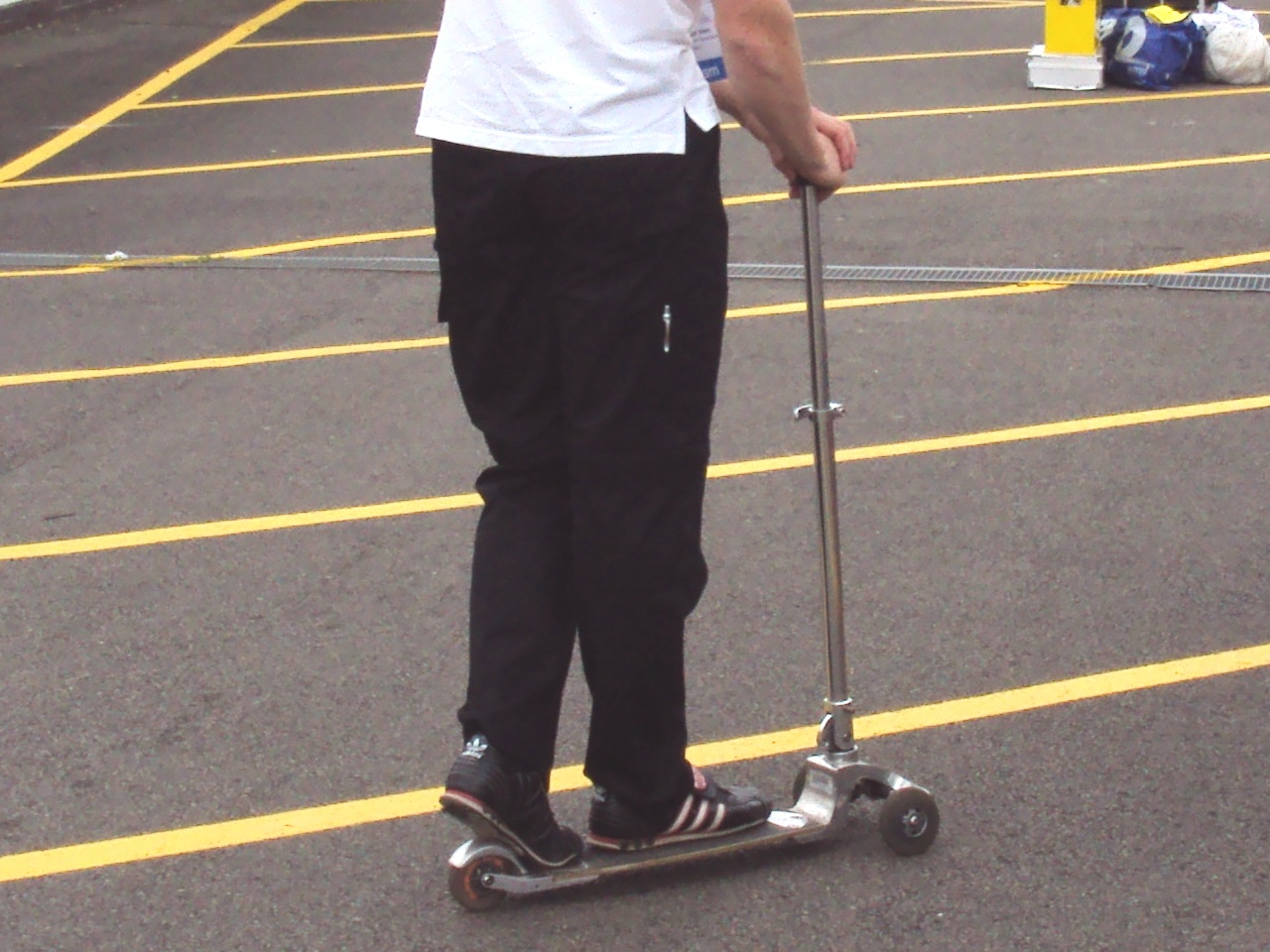
初代キックボード「K2 Prokick」、または同型品

キックボード（Kickboard）とは、K2 Inc.とMicro Mobility Systems共同開発の三輪キックスケーター、およびK2が展開したキックスケーターブランド。

## 概要
ドイツのスクーターメーカー・Ciroが開発した三輪スクーター「チロ・スケーター」を原型として、一時Ciroと協力関係にあったスイスのスクーターメーカー・Micro Mobility Systemsがアメリカのスポーツメーカー・K2 Inc.ドイツ支部と共同開発し、1999年に発表した。一説にはドイツではなかなかスケートボードの人気が出なかった為、その入門用として企画されたとも言われている。
なお、「Kickboard」という英単語が一般的に指すものは水泳の練習道具で、日本ではビート板と呼ばれているもの（参考：en:Kickboard）。

## 種類

### K2

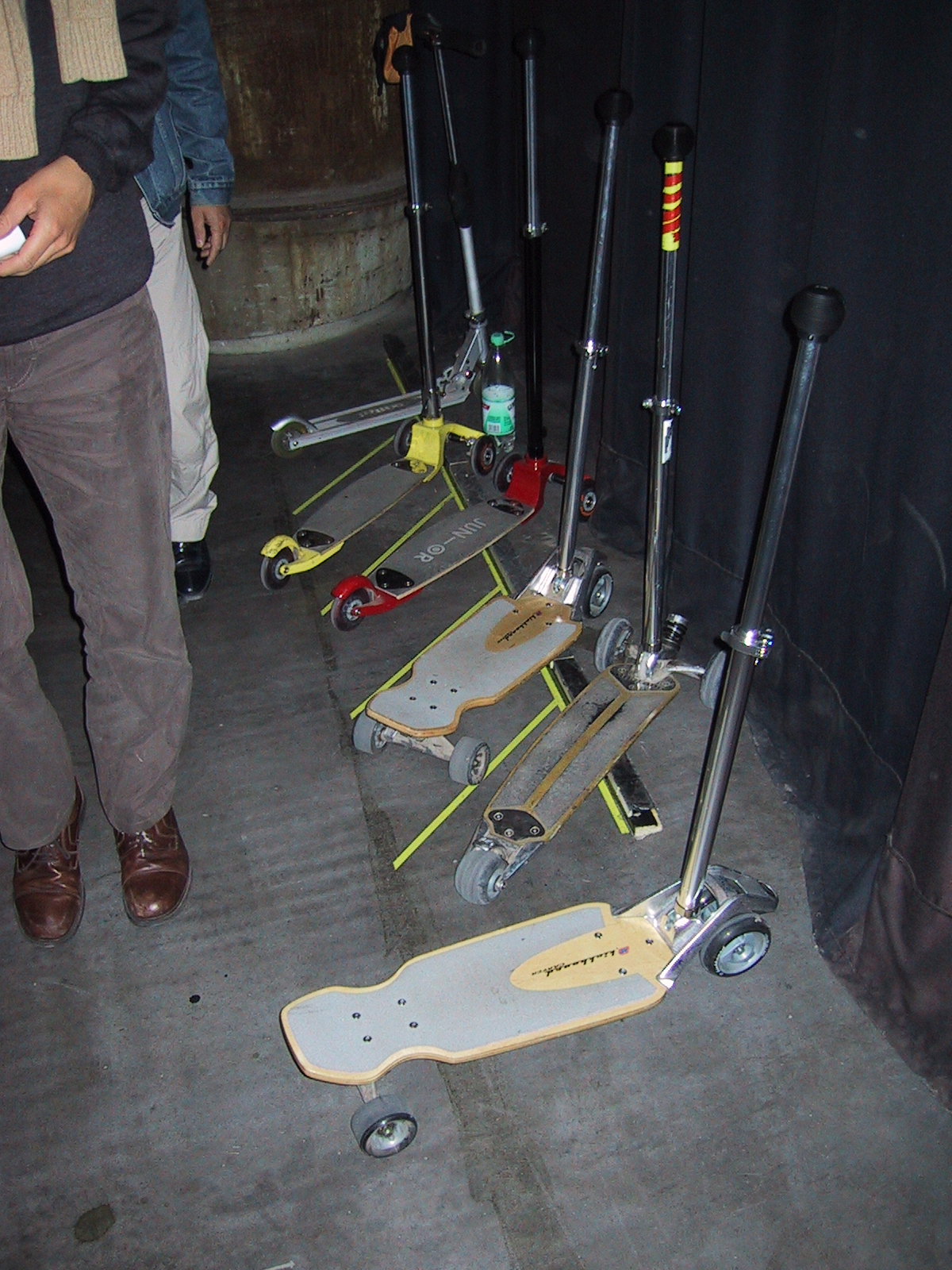
奥のJD Bugを除いた五台がK2 Kickboardシリーズ。手前と三番目がCarveboard、二番目がKick Two、四番目がJunior Kick

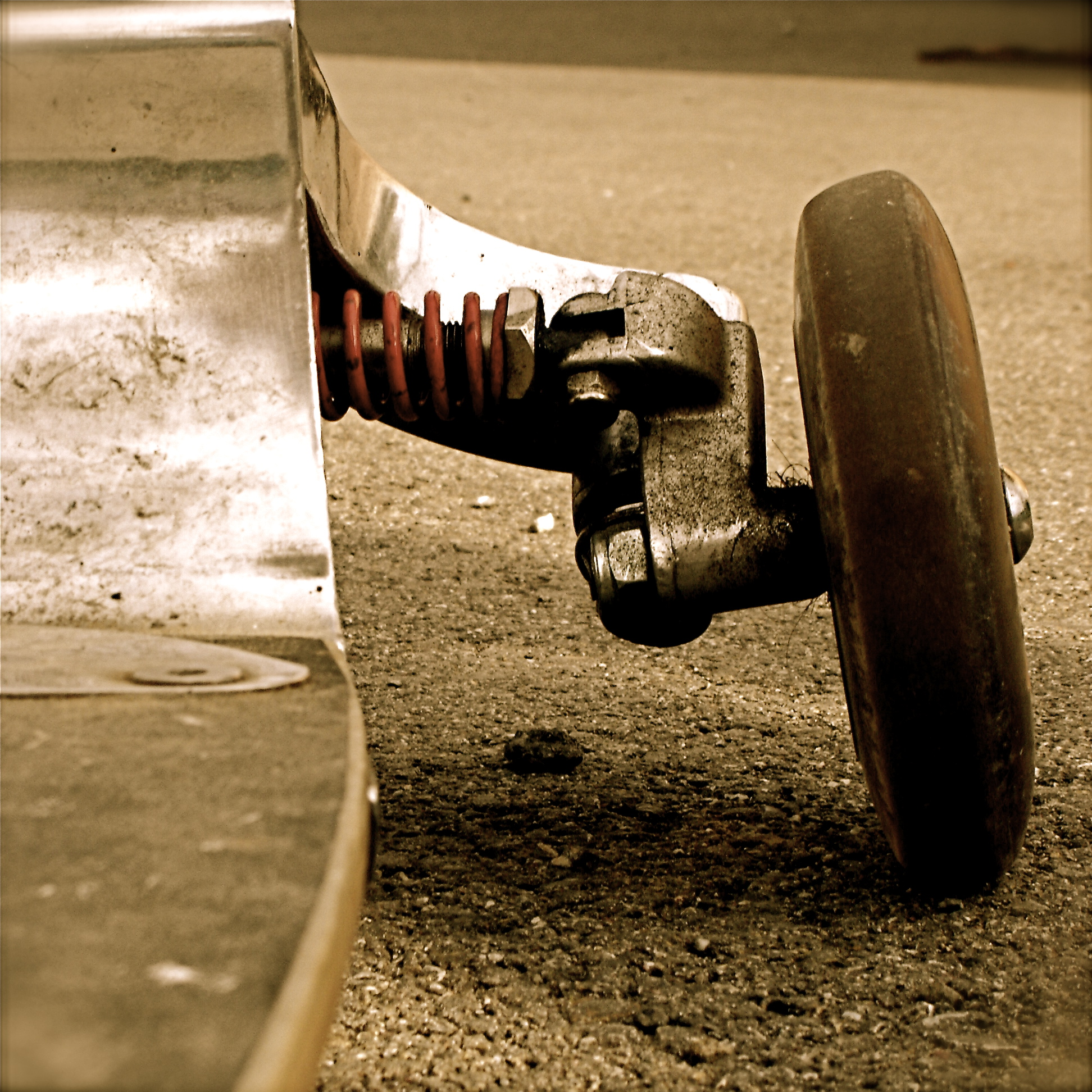
Pro Kickの前輪部分
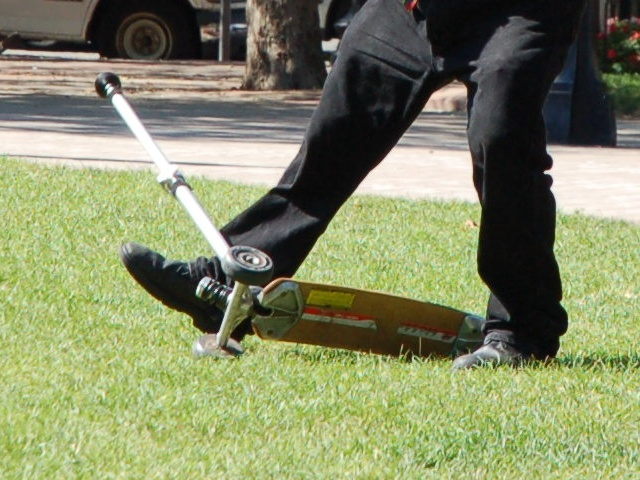
Kick Twoの裏側

K2では三輪以外の製品もKickboardブランドで発売していたが、名前通りに全機種のデッキには一枚のボード(板)が組み込まれていた。K2は2000年代半ばにスクーター事業から一度撤退し、2010年に再参入を発表したが、その際「Kickboard」の呼称は無くなっている。
Pro Kick（プロキック）
1999年に登場した最初のキックボード。前に二つ、後に一つのウィールを三角に配置する。本体に固定されているハンドルを片手で掴み、体を傾けると前輪が自動車と同様の動作をして進行方向が変わる。
Junior Kick（ジュニアキック）
Pro Kickの廉価版
Kick Two（キックツー）
幅広のウィールを備えた新設計のK2 Kickboard。前輪の車軸は左右繋がっており、スケートボードと同様の操舵機構を備える。
Cruiser（クルーザー）
二輪式。幅広の車輪を片持ち式のアームで保持し、全体的に曲線の造形を配すなど凝ったデザインが施され、大人向け二輪スクーターとして売り出された。他社のアルミ製スクーターには無いデッキの撓り（しなり）を利用したクッション構造が特徴だが、慣れないユーザーには却って不安定になるとの不評を招いた。（画像）
Carveboard （カーブボード）
四輪式。地面を蹴らずに体を捻る事で前進する機構を備える。ブレーキを持たず、ポール（ハンドル）も別売りで、スケートボードに近いもの。K2ジャパンが取り扱う中では、これが最後のKickboardとなった。
Evolution Four
四輪式。Kick Twoのデッキを延長し、後輪を前輪同様のトラックに替えた様な形態。（画像左側）
Revo Kick
三輪式。2010年に発表されたK2 Kickboard後継機。(公式サイト)
- Pro Kickの前輪部分
- Kick Twoの裏側

### Micro Mobility Systems
Microでは二輪のものをScooter（スクーター）、三輪のものをKickboardと区別している。但し2010年登場の「luggage」は三輪でありながらも形態が異なり、Scooter扱いだった。また、同社の児童向け三輪スクーターはキックボードの様式を取り入れているが、これもKickboardの名は冠さない。
Original（オリジナル）
K2 Pro Kickと基本構造は同じ。
Compact（コンパクト）
短めのアルミ製デッキを備えた廉価版。
Monster（モンスター）
幅広のウィールを備える。

#### 児童向け
（商品名に「Kickboard」は入らない）

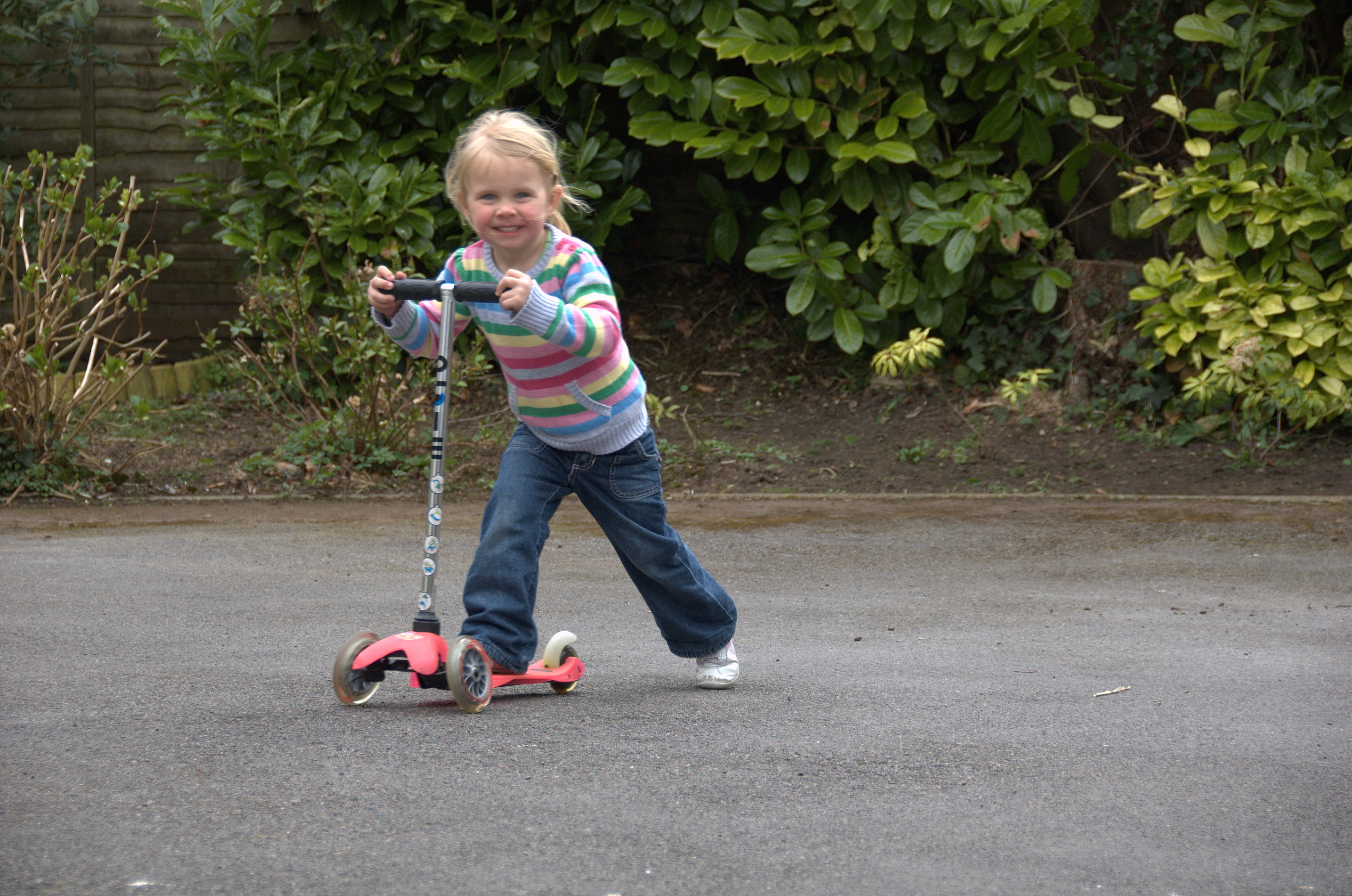
Mini Micro
対象年齢二歳以上。制限重量20kg。ハンドルは「Kickboard」のボールと違い、両手で握るTバーになっている。
Maxi Micro
対象年齢五〜十二歳。制限重量50kg。ハンドルはボール仕様とTバー仕様が用意されている。

### Intersport
Crazy Creek Kickboard
K2 Kick Twoと基本構造は同じ。（画像）